# Paraplectana thorntoni occidentalis
Paraplectana thorntoni là một phân loài nhện trong họ Araneidae.
Loài này thuộc chi Paraplectana. Paraplectana thorntoni occidentalis được Embrik Strand miêu tả năm 1916.